# Son Ho-sung
Dans ce nom coréen, le nom de famille, Son, précède le nom personnel.
Son Ho-sung 손호성 (né le 23 novembre 1982 à Séoul en Corée du Sud) est un joueur de hockey sur glace sud-coréen.

## Carrière de joueur
Avant de se joindre au Anyang Halla en 2007, il évoluait pour le High1. Depuis 2005, il aida la Corée du Sud à remporter plusieurs médailles lors de Championnat du monde de hockey sur glace.

## Statistiques

### En équipe nationale
| Année | Équipe       | Compétition                     |   | PJ | V | D   | Min | BC   | Moy  | % Arr | Bl | Pun                |  | Résultat |
| 2005  | Corée du Sud | Championnat du monde division 2 | 3 | 2  | 1 | 110 | 4   | 2,17 | 90,9 |       | 2  | Médaille de bronze |  |          |
| 2006  | Corée du Sud | Championnat du monde division 2 | 4 | 4  | 0 | 220 | 6   | 1,64 | 92,2 |       | 0  | Médaille d'argent  |  |          |
| 2006  | Corée du Sud | Championnat du monde division 2 | 4 | 4  | 0 | 190 | 8   | 2,52 | 86   |       | 0  | Médaille d'or      |  |          |
| 2008  | Corée du Sud | Championnat du monde division 1 | 5 | 0  | 5 | 253 | 22  | 5,21 | 82,7 |       | 0  | 6e position        |  |          |
| 2009  | Corée du Sud | Championnat du monde division 2 | 5 | 5  | 0 | 182 | 5   | 1,65 | 91,1 |       | 0  | Médaille d'or      |  |          |